# St. Maria (Bergkirchen)

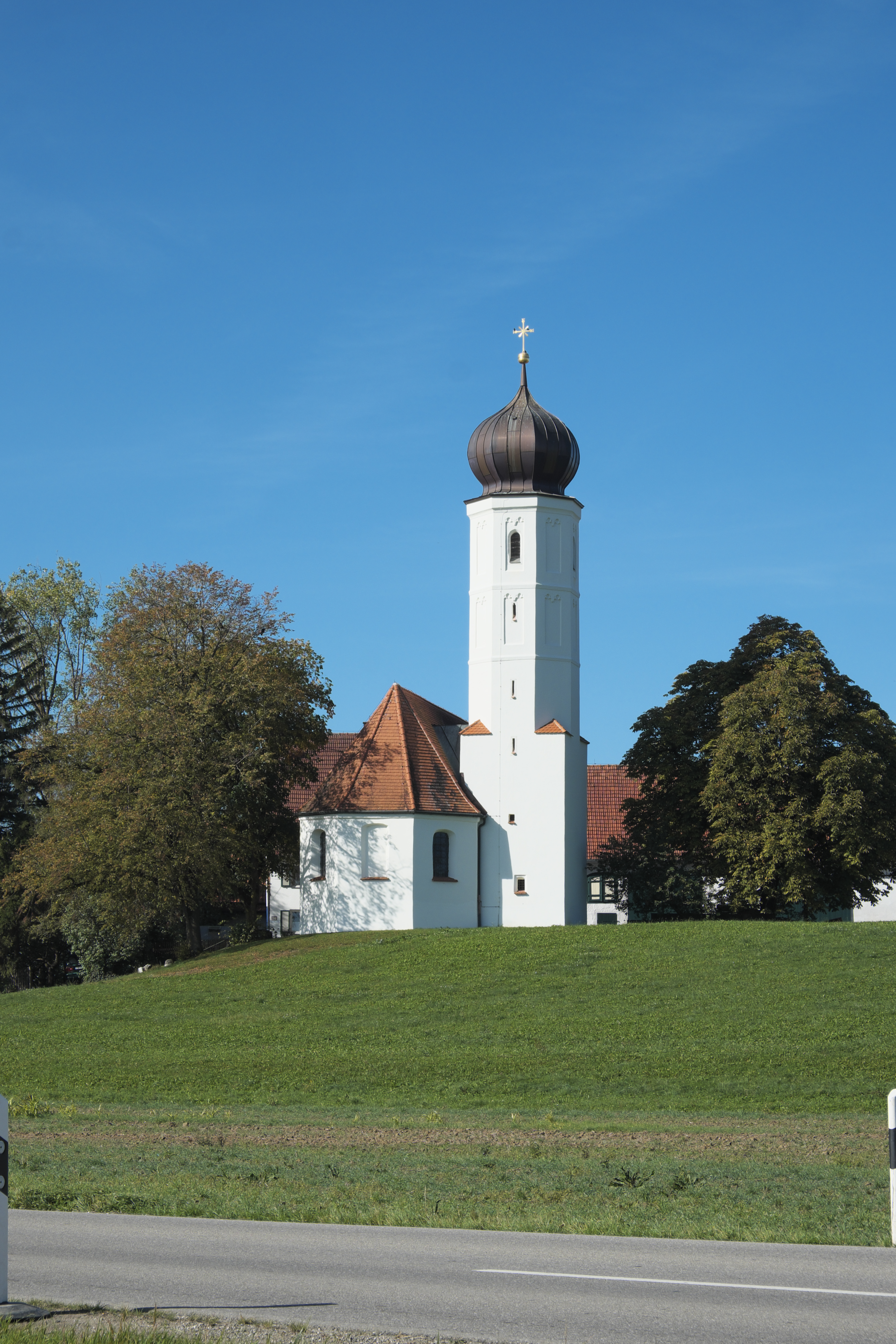
Filialkirche St. Maria

Die katholische Filialkirche St. Maria (auch Maria Himmelfahrt) in Bergkirchen, einem Ortsteil von Jesenwang im oberbayerischen Landkreis Fürstenfeldbruck, wurde um 1400 auf den Grundmauern einer romanischen Vorgängerkirche errichtet und Ende des 17. Jahrhunderts barockisiert. Die Kirche, in der gotische Fresken erhalten sind, gehört zu den geschützten Baudenkmälern in Bayern.

## Geschichte
Ab dem frühen 14. Jahrhundert unterstand die Kirche des Weilers Bergkirchen dem Kloster Fürstenfeld, das um 1400 den gotischen Kirchenbau veranlasste. Seit dem 15. Jahrhundert war die Kirche Ziel einer Marienwallfahrt. Im Zuge der Barockisierung der Kirche wurden die Fenster vergrößert und die alte Holzdecke durch eine Weißdecke ersetzt. Der Turm erhielt eine Zwiebelhaube.
Nach der Säkularisation im Jahr 1802 sollte die Kirche  abgerissen werden, allerdings verzögerte sich der Abbruch. Um den Erhalt des Gebäudes zu sichern, kauften im Jahr 1810 vier Jesenwanger Bauern die Kirche. 1846 wurde sie von der Gemeinde Jesenwang erworben, in deren Besitz sie sich bis heute befindet. Die letzte umfassende Renovierung der Kirche fand in den Jahren 2015 bis 2018 statt.

## Architektur

### Außenbau
Im nördlichen Chorwinkel steht der mit einer Zwiebelhaube gedeckte Glockenturm. Er besteht aus einem quadratischen Untergeschoss und einem oktogonalen Aufbau, der durch Gesimse und Blendfelder mit je zwei Nonnenköpfen gegliedert ist. Das Glockengeschoss wird von leicht zugespitzten Klangarkaden durchbrochen. Den Zugang zur Kirche bildet ein profiliertes Spitzbogenportal an der Südseite des Langhauses.

### Innenraum

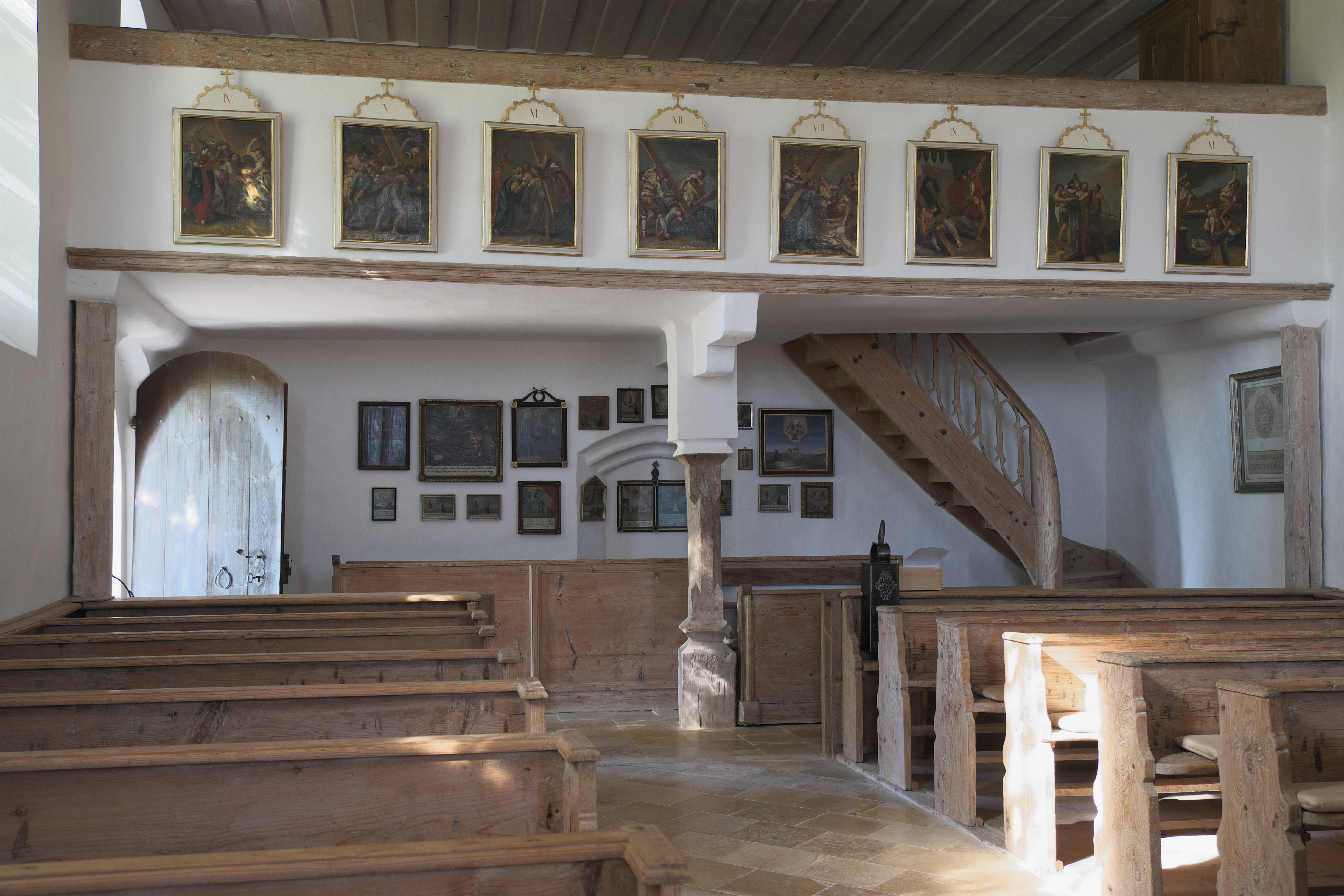
Innenraum

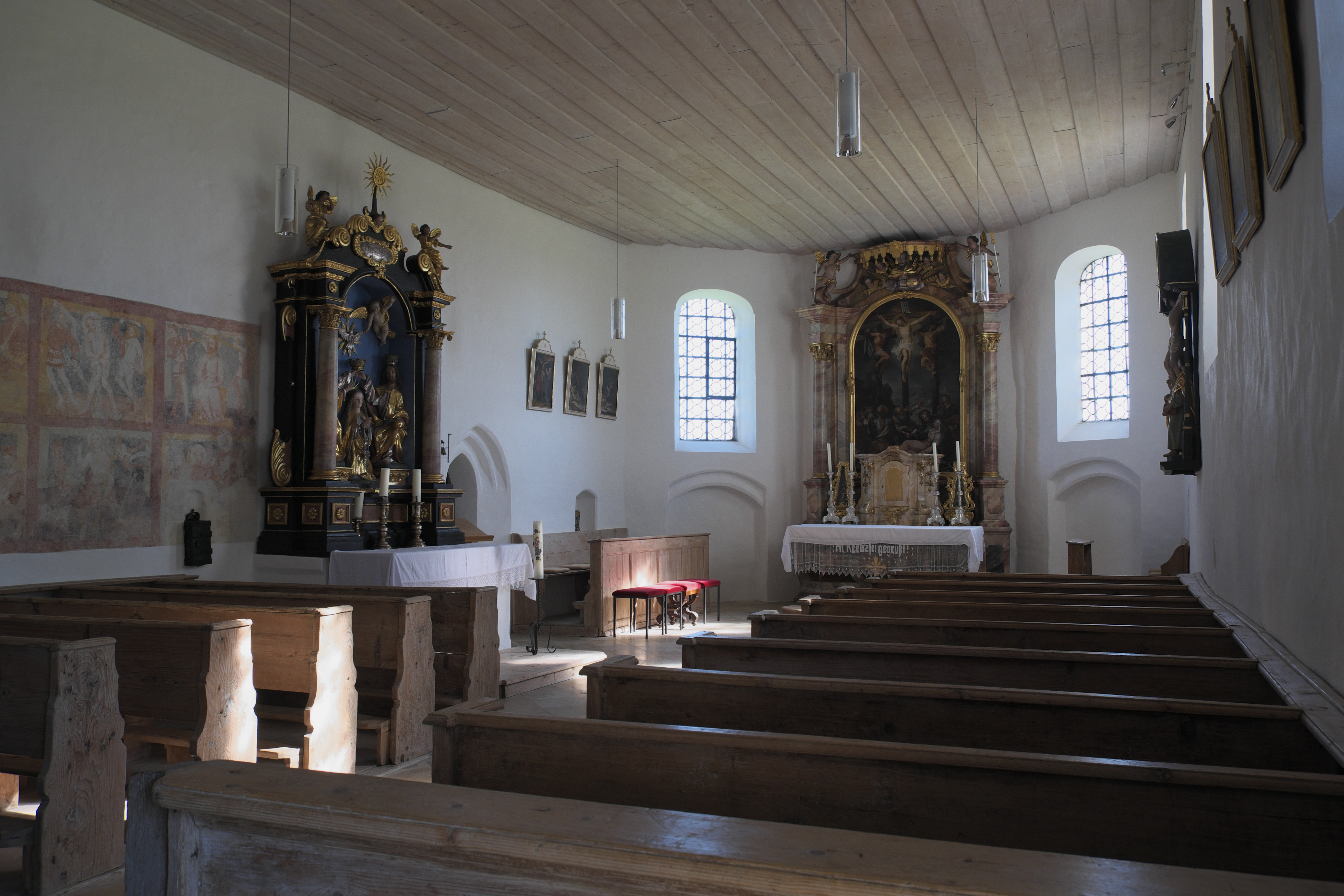
Innenraum

Die Kirche ist ein spätgotischer Saalbau zu drei Fensterachsen. An das einschiffige Langhaus schließt sich im Osten übergangslos der nicht eingezogene, dreiseitig geschlossene Chor an. Die Westempore, die auf hölzernen Stützen aufliegt, wurde vermutlich im 16. Jahrhundert eingebaut. An der Emporenbrüstung sind Kreuzwegbilder angebracht. Der gesamte Innenraum wird durchgängig von einer flachen Holzdecke gedeckt.
Das Erdgeschoss des Turmes, zu dem ein kleines spitzbogiges Portal führt und das heute als Sakristei genutzt wird, ist mit einem Sterngewölbe gedeckt, dessen farbige Fassung während der Restaurierung entdeckt und wieder erneuert wurde. An den Wänden sind mehrere Nischen eingeschnitten, an einer Seite wurde eine nicht geklärte Inschrift freigelegt.

## Fresken

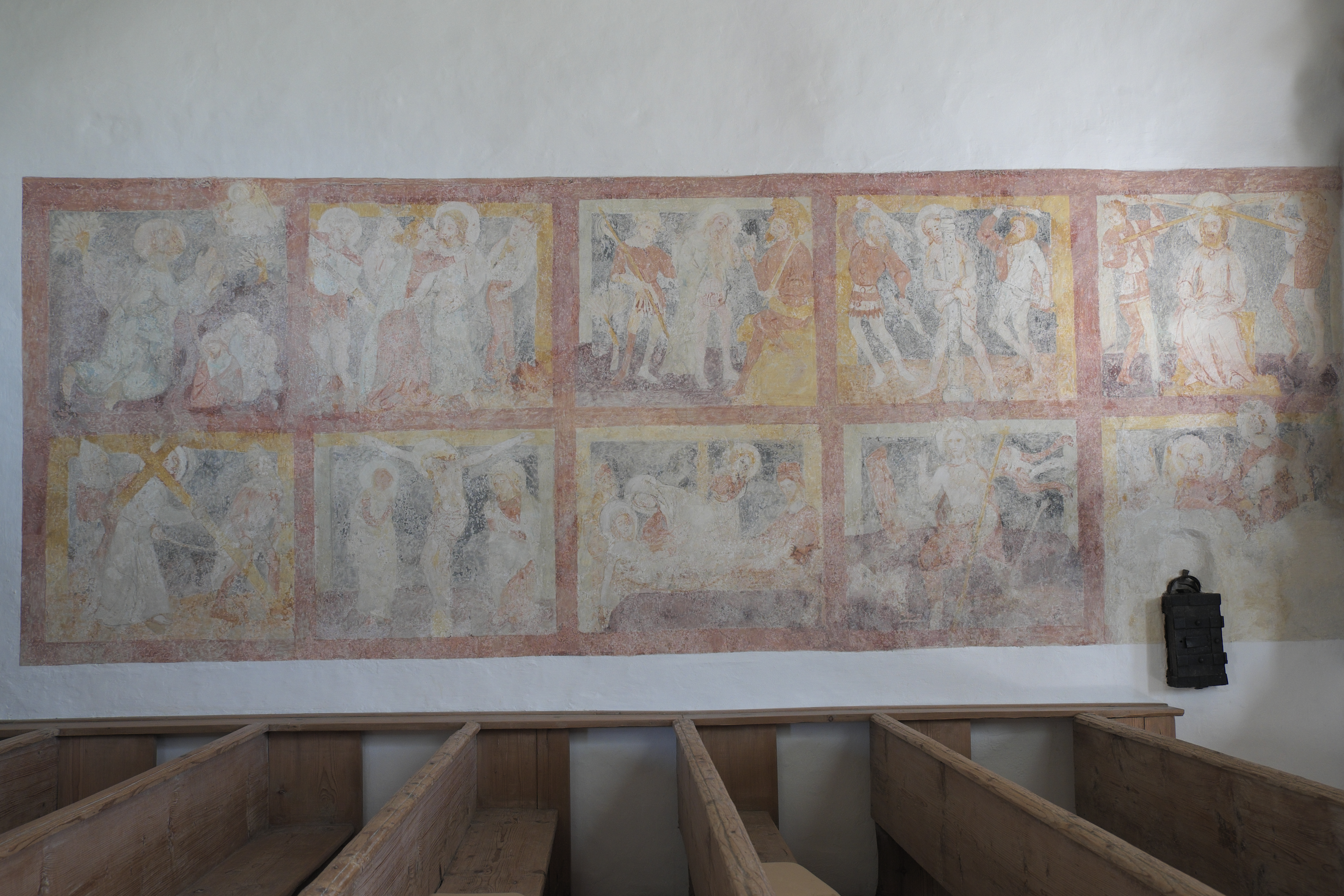
Fresken mit Szenen der Passion

Bei der Renovierung in den Jahren 1956/57 wurde ein gotischer Freskenzyklus freigelegt, der um 1430 datiert wird. In zwei übereinanderliegenden Bahnen sind jeweils fünf Bilder aneinander gereiht, auf denen Szenen der Leidensgeschichte Christi dargestellt sind. Die einzelnen Szenen sind durch breite, gemalte Rahmen voneinander abgesetzt. Auf dem ersten Bild der oberen Reihe sind Jesus und die schlafenden Jünger am Ölberg dargestellt, ihm folgen der Judaskuss, die Gefangennahme Jesu und seine Vorführung vor Kaiphas, danach die Geißelung und die Dornenkrönung. In der unteren Reihe sieht man die Kreuztragung, die Kreuzigung, die Grablegung und die Auferstehung Christi. Die letzte Szene ist stark beschädigt; vielleicht zeigt sie den ungläubigen Thomas, der seine Finger in die Wunde Jesu legt.

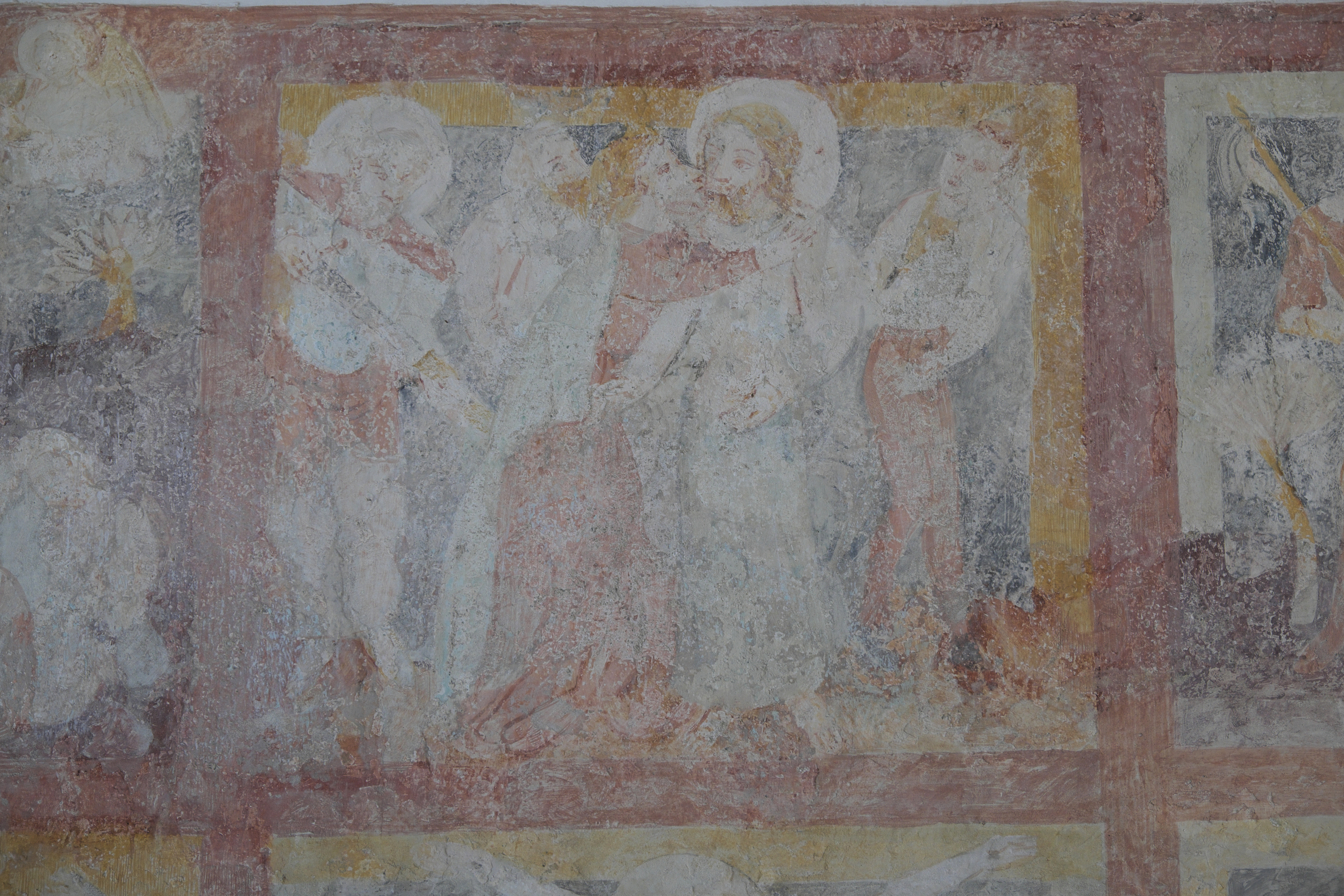
Judaskuss
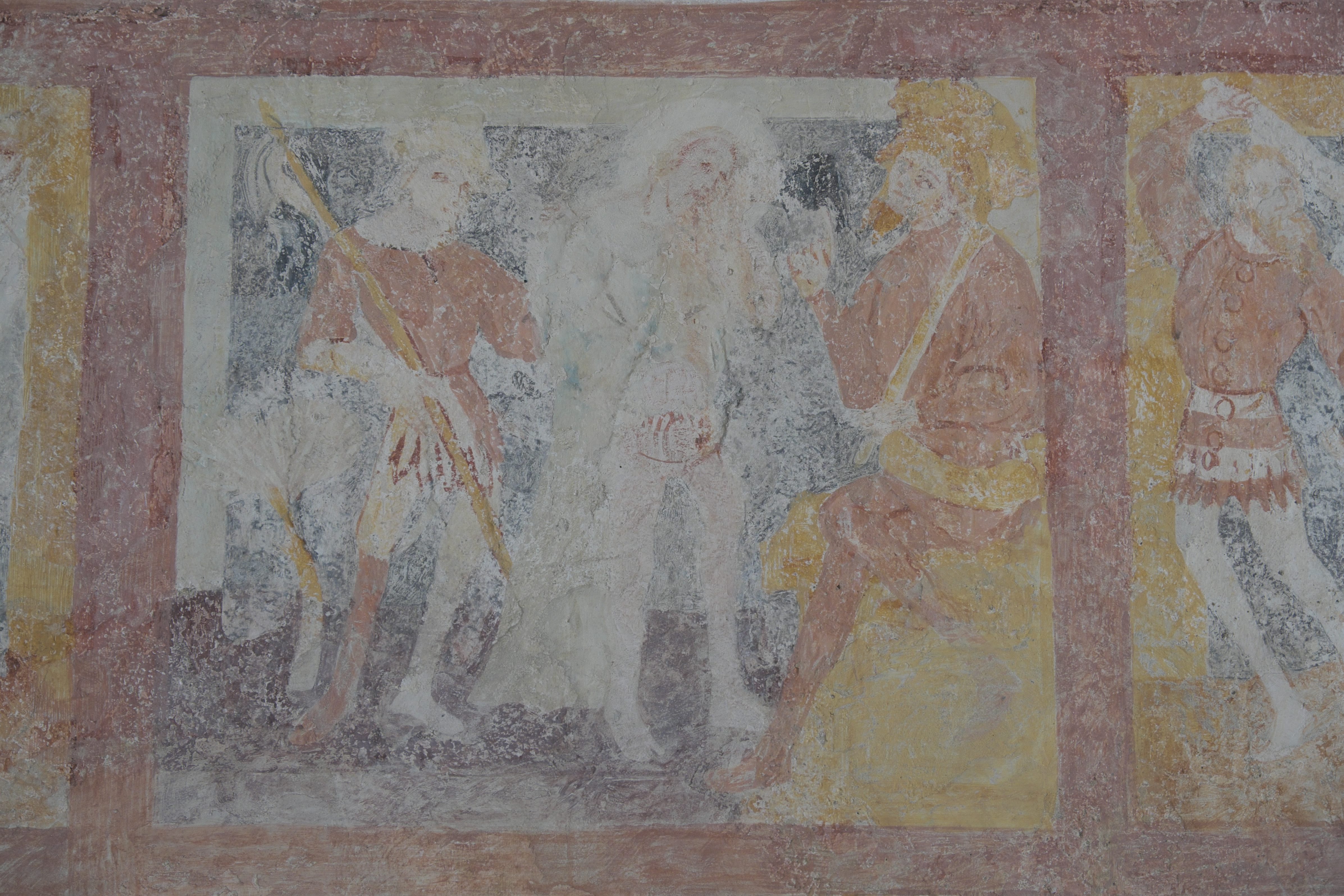
Jesus vor Kaiphas
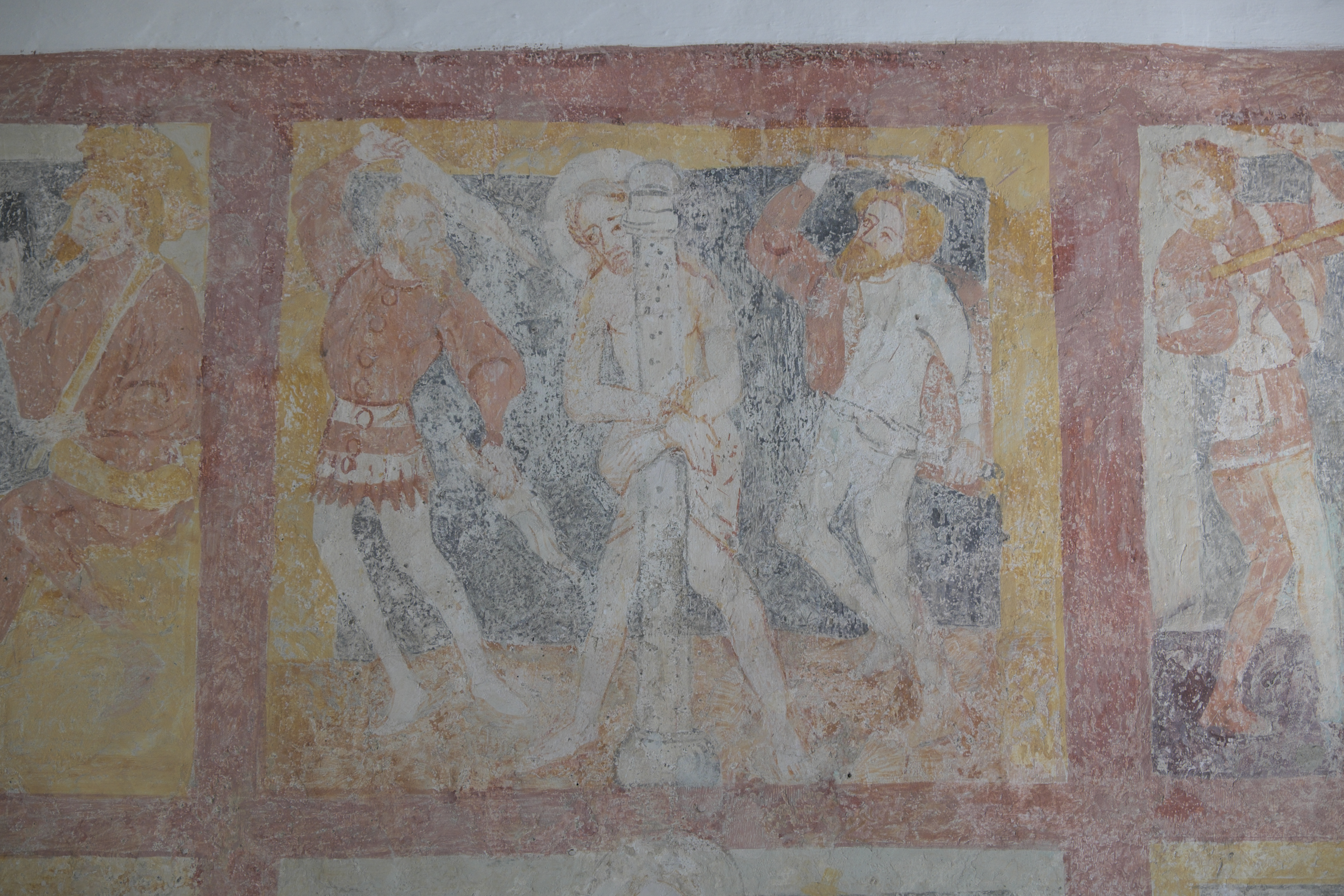
Geißelung
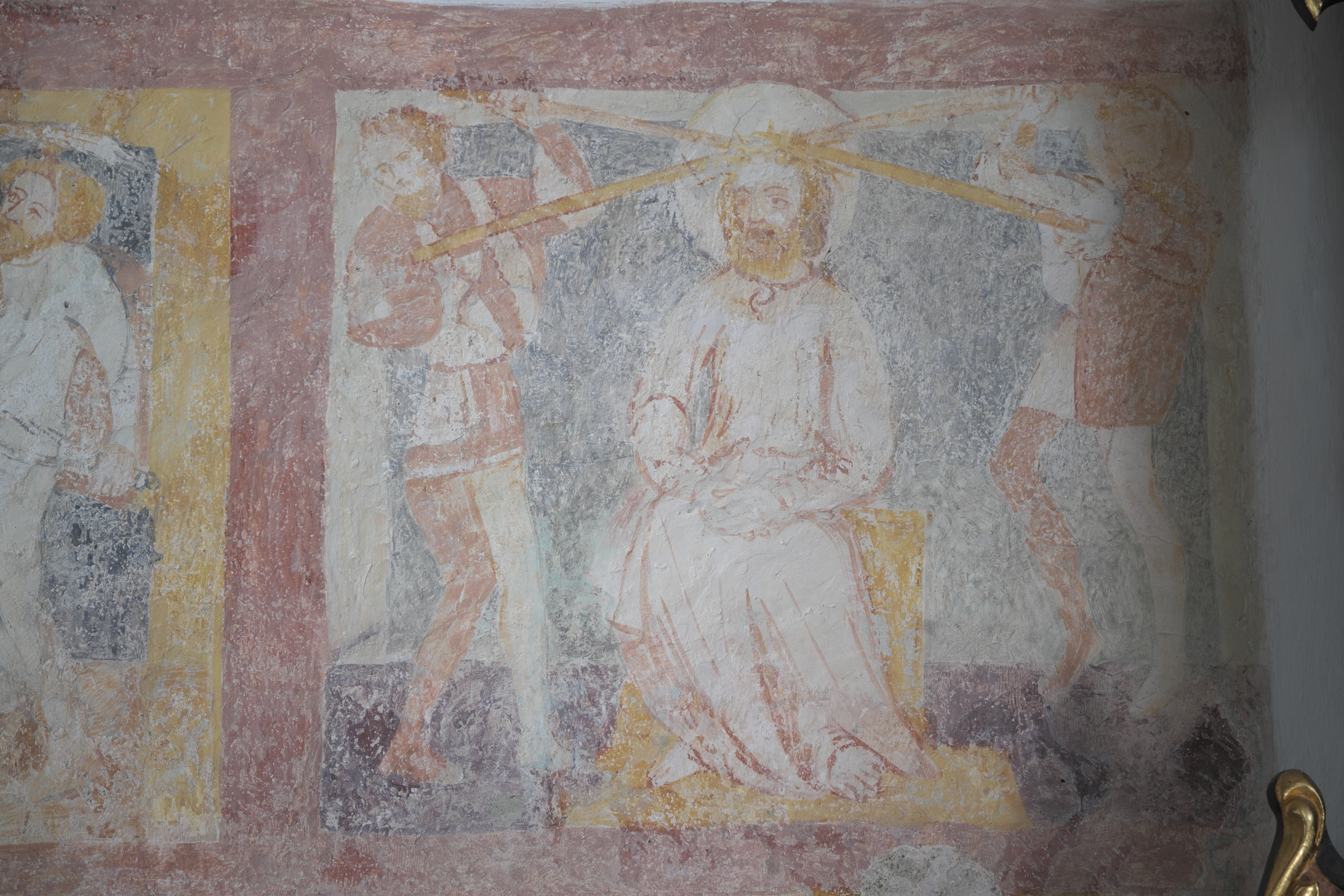
Dornenkrönung

## Votivbilder

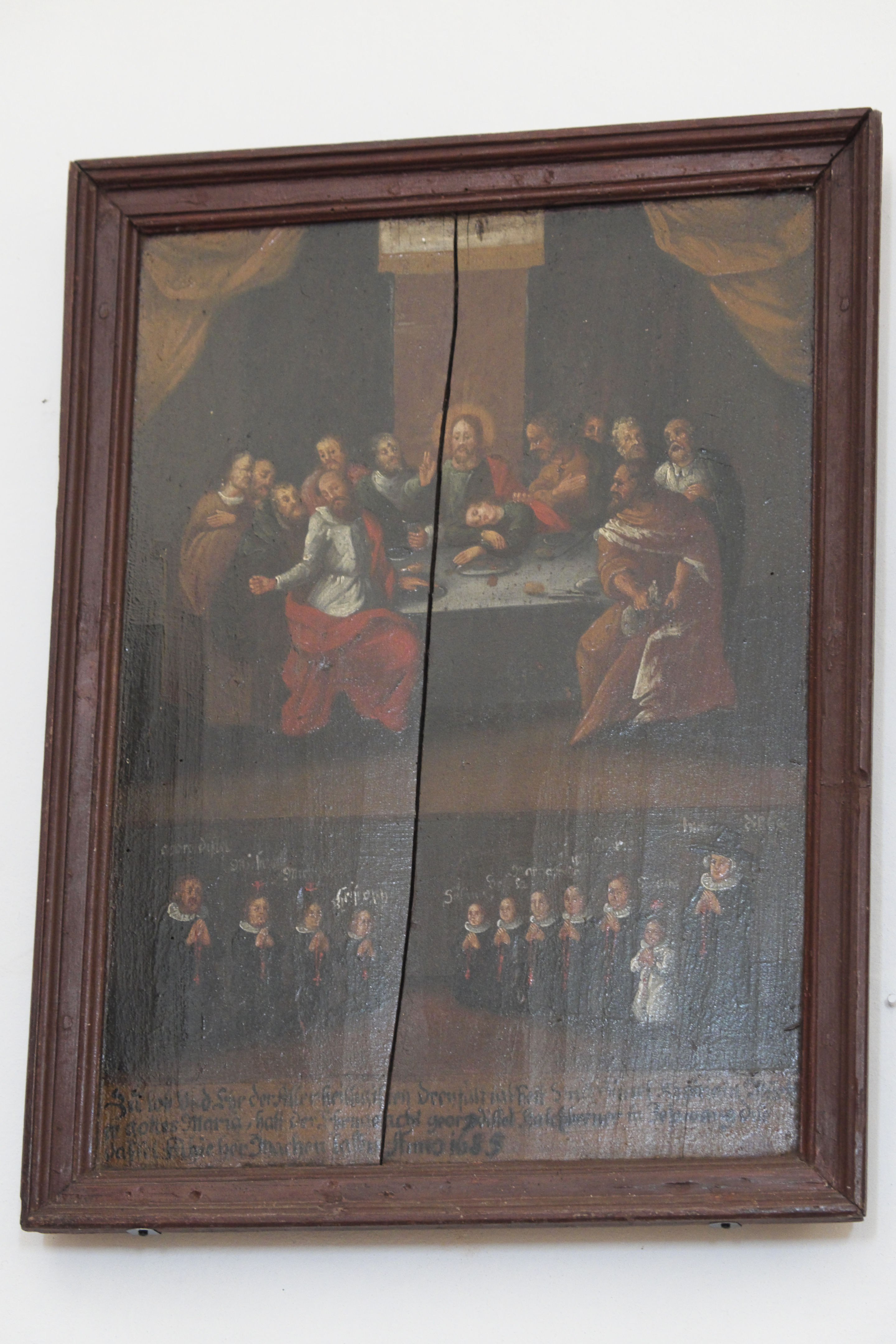
Votivbild von 1685

Die 19 Votivtafeln an der Westwand erinnern daran, dass die Marienkirche ehemals Ziel einer Wallfahrt war. Die meisten Bilder stammen aus dem 18. und 19. Jahrhundert. Das älteste Bild weist im Text die Jahreszahl 1685 auf; möglicherweise wurde damals die Wallfahrt wiederbelebt. Auf dem oberen Teil des Bildes ist das letzte Abendmahl dargestellt, darunter die Stifterfamilie.

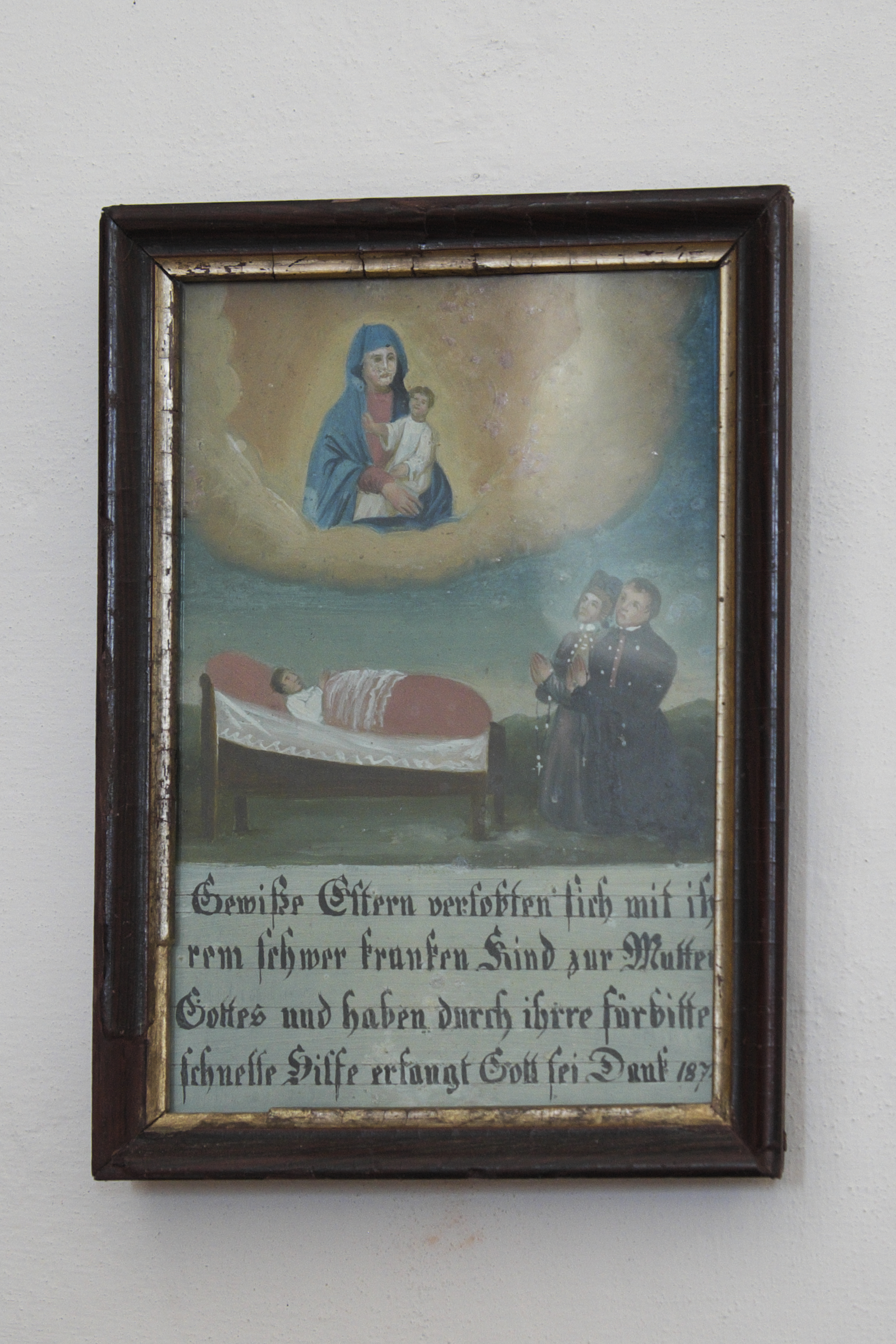
Votivbild von 187?
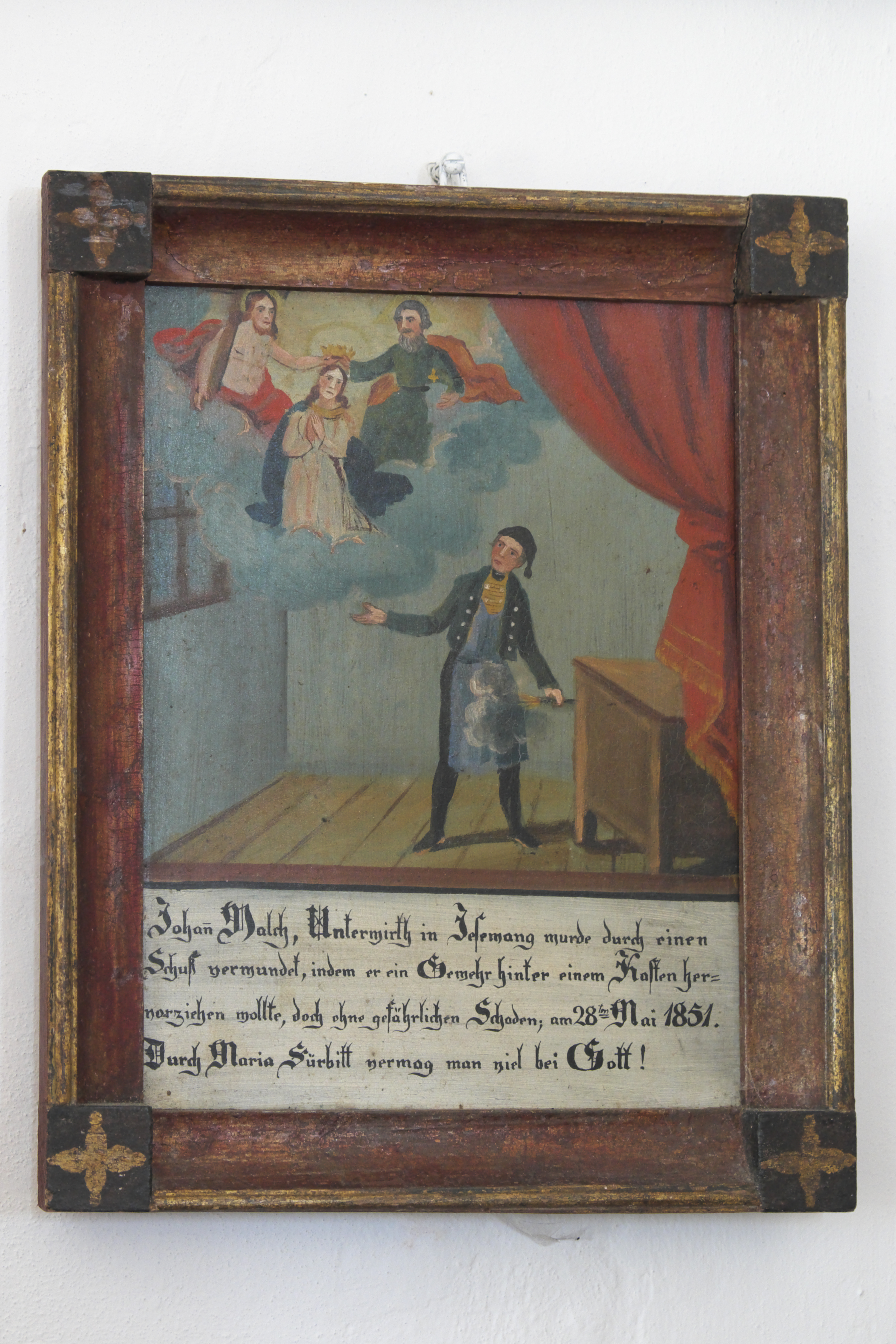
Votivbild von 1851
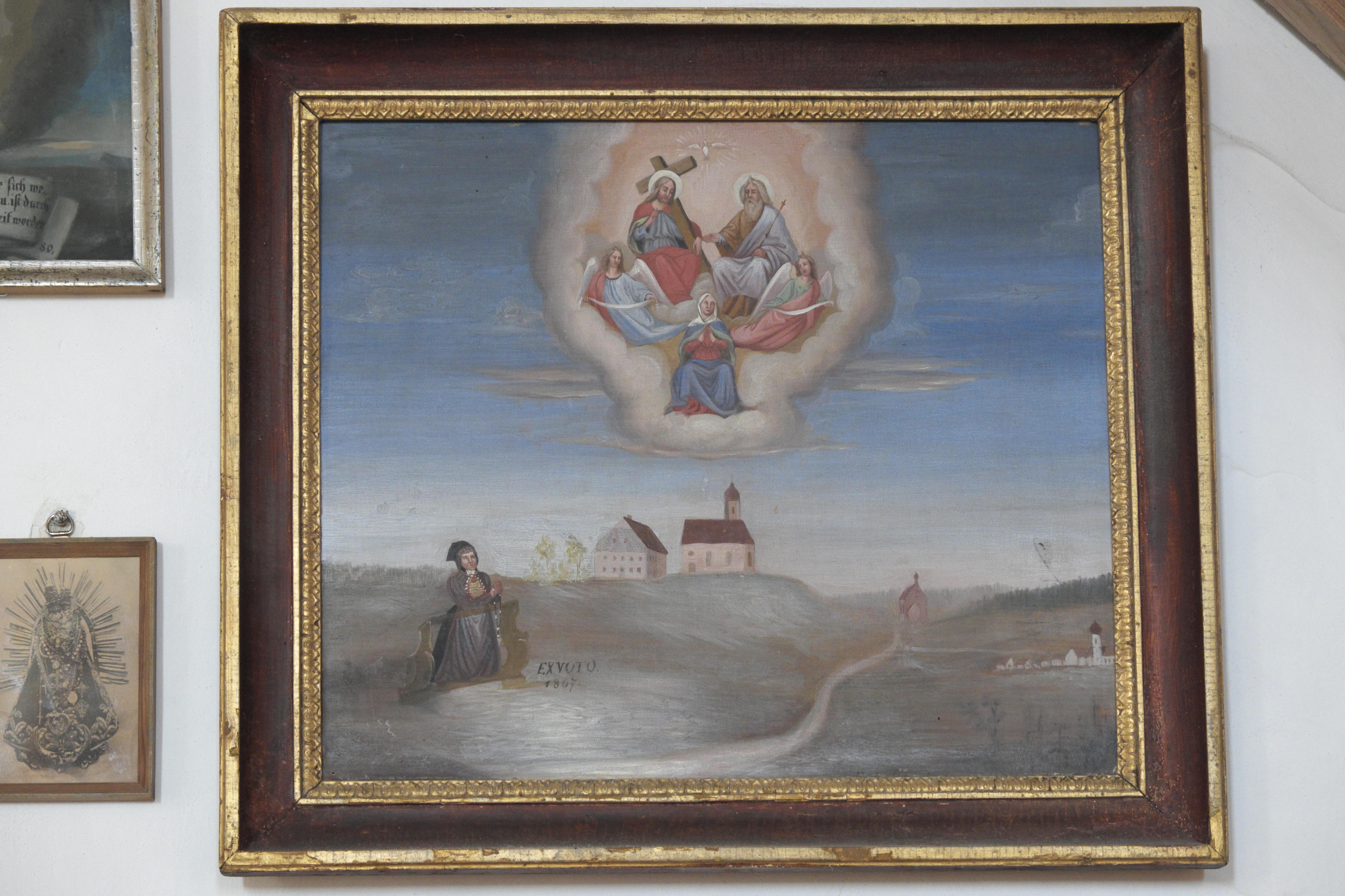
Votivbild von 1867

## Ausstattung

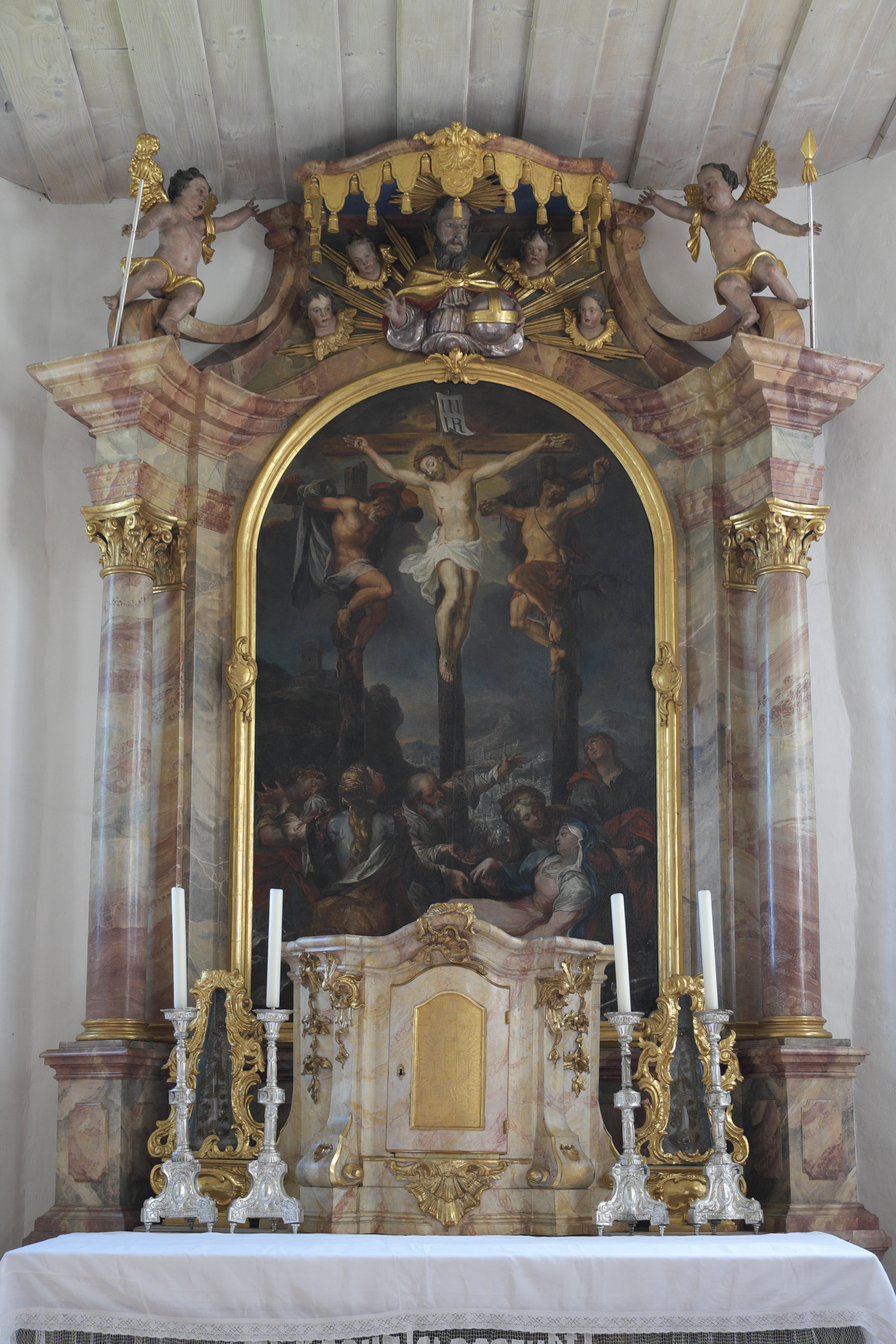
Hochaltar

- Der Hochaltar wurde im frühen 18. Jahrhundert geschaffen. Das Altarbild mit der Darstellung der Kreuzigung Christi und der beiden Schächer trägt die Signatur des Malers Johann Rieger („J A Riegi“).
- In der Mittelnische des barocken Nebenaltars ist die spätgotische Skulpturengruppe der Marienkrönung aufgestellt.
- An der Südwand des Langhauses hängt eine spätgotische Kreuzigungsgruppe. Der Hintergrund, eine gemalte Landschaft, in die eine mit Mauern und Türmen bewehrte Stadt eingebettet ist, stammt aus dem 19. oder 20. Jahrhundert.
- Die Kreuzwegbilder an der Emporenbrüstung werden ins 18. Jahrhundert datiert.

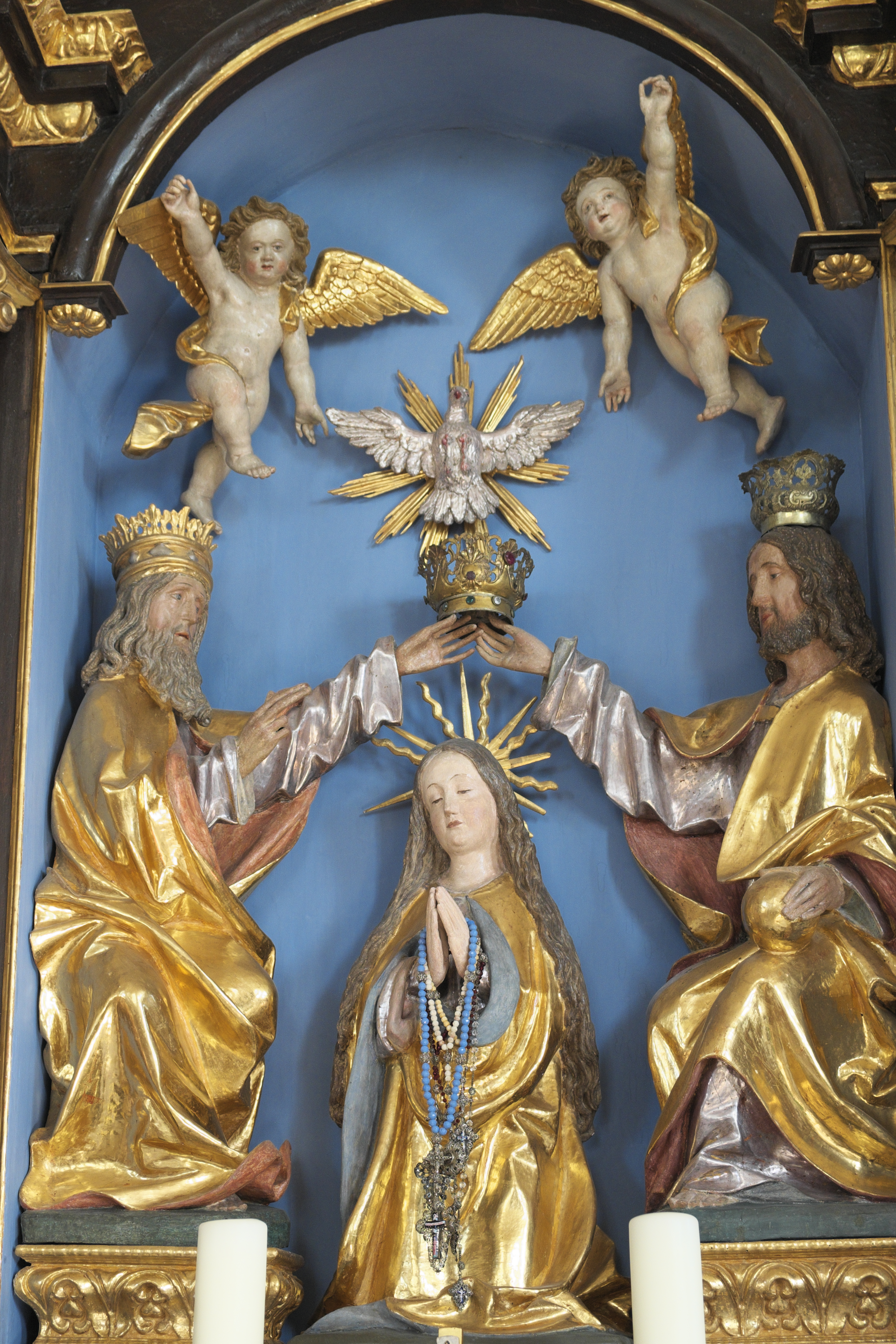
Marienkrönung
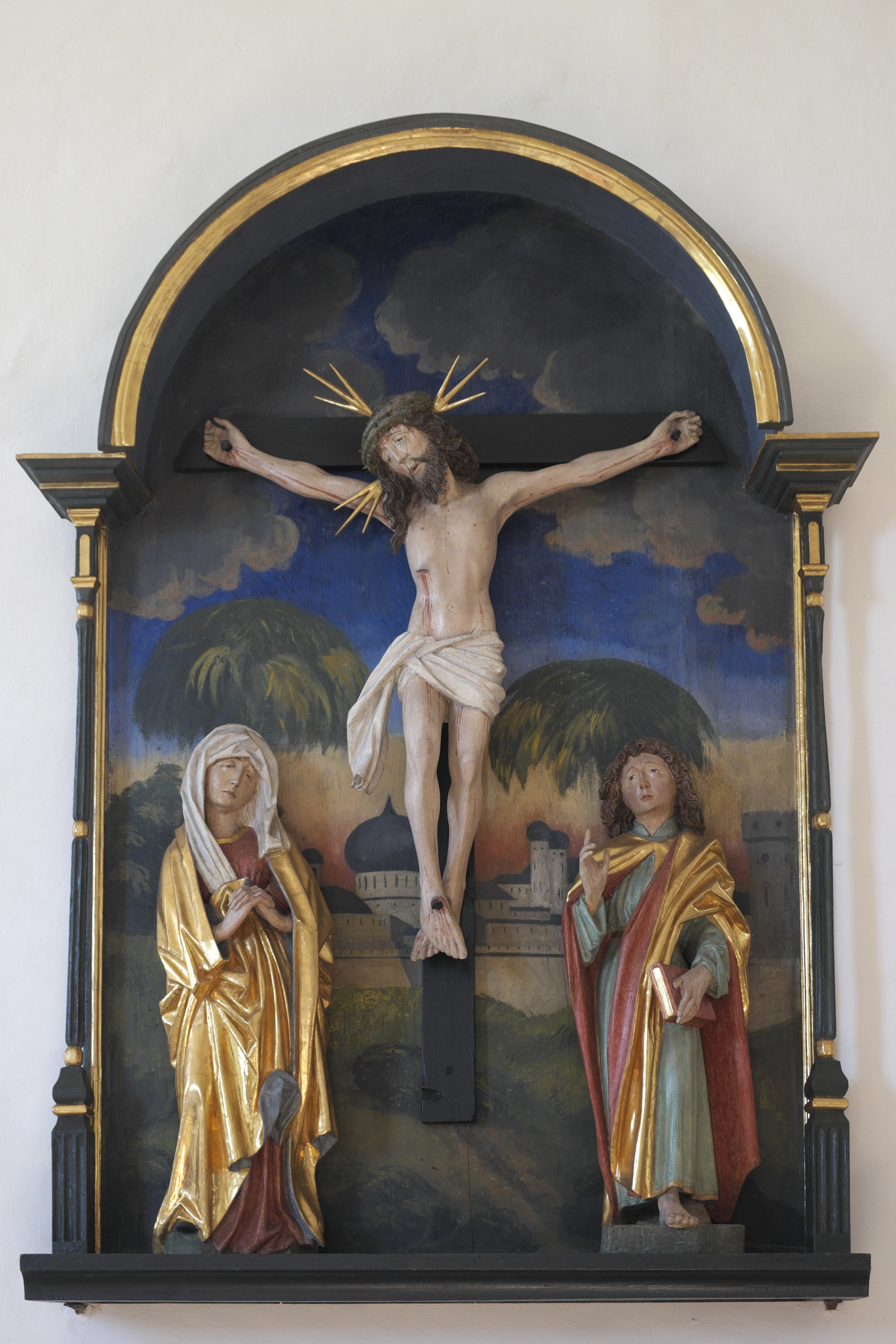
Kreuzigungsgruppe
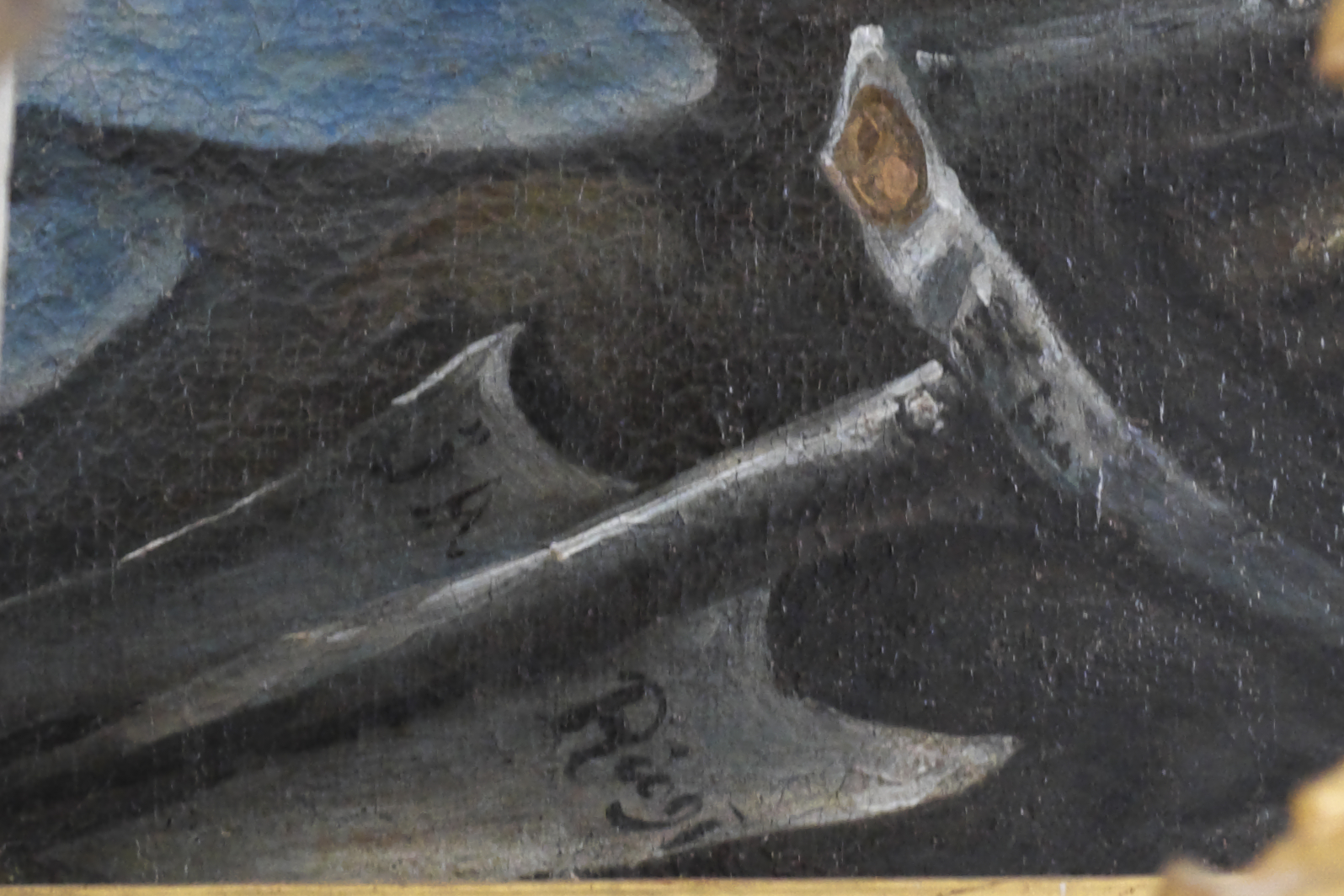
Altarbild mit der Signatur von Johann Rieger